# Trypocopris alpinus
Trypocopris alpinus là một loài bọ cánh cứng trong họ Geotrupidae. Loài này được Sturm & Hagenbach miêu tả khoa học năm 1825.